# Сьюзен Ентоні
Сьюзен Браунелл Ентоні (англ. Susan Brownell Anthony; 15 лютого 1820 — 13 березня 1906) — американська громадська діячка, учасниця рухів за скасування рабства і за надання виборчих прав жінкам. Голова Національної асоціації американок за виборчі права. Писала і читала лекції у Сполучених Штатах і Європі, обстоюючи надання жінкам виборчих прав.

## Біографія
Народилась 15 лютого 1820 в Массачусетсі в квакерській сім'ї. Релігійні погляди відіграли важливу роль у її подальшому активізмі. Спочатку навчалась вдома. В 1837 батько віддав її до квакерської семінарії у Філадельфії.
У 1845 сім'я переїхала до Рочестера у штаті Нью-Йорк. Тут вони долучаються до руху за скасування рабства. Їхній будинок служив місцем зустрічі для учасників руху.
Із 1848 Ентоні працює вчителькою у Нью-Йорку й вступає у вчительську профспілку. Тут вона помічає нерівність у доходах зі своїми колегам
чоловіками. Цей факт, разом із її членством у профспілці, квакерською вірою та активізмом за скасування рабства приводить її до фемінізму та суфражизму.
У 1850-тих і 60-тих роках Ентоні активно бере участь у русі за права жінок. Вона працювала у комітетах, виступала на конвенціях, та проводила кампанії за майнові права жінок.
У 1863 разом із Елізабет Коді Стентон та Люсі Стоун засновує аболіціоністську організацію «Жіноча національна ліга лояльності». Ціль організації була досягнута у 1865 із прийняттям 13 поправки, яка скасувала рабство в США.
В 1868 Ентоні та Стентон заснували суфражистську «Американську асоціацію за рівноправ'я» та стали редакторками її газети «Революція».
У 1873 була засуджена до штрафу розміром у 100 доларів за голосування на президентських виборах США 1872 року. Оскільки жінки тоді ще не мали виборчого права, її вчинок вважався порушенням закону, а голос недійсним.
У 1881 разом із Елізабет Коді Стентон та Матильдою Джослін Ґейдж підготувала перший том «Історії жіночого суфражизму». У 1882, 1885 та 1902 брала участь у створенні та публікації ще трьох томів.
У 1890 Сьюзен Б. Ентоні стала першою президенткою Національної американської асоціації суфражисток. Організація постала після злиття двох старіших організацій, які боролись за виборчі права жінок.
Сьюзен Б. Ентоні померла 13 березня 1906 року від серцевої недостатності та пневмонії у своєму будинку в Рочестері.
18 серпня 2020 Президент США Дональд Трамп посмертно помилував активістку за голосування на виборах у 1872 році. У пресрелізі, опублікованому на сайті Білого Дому, вирок Ентоні названий «неправомірним та несправедливим».